# 宝莲寺镇
宝莲寺镇，是中华人民共和国河南省安陽市文峰区下辖的2个乡镇级行政单位。

## 行政区划
宝莲寺镇下辖以下地区：
郭村集村、西郭村、杨家井村、马束庄村、皇甫庄村、三十里铺村、黎园村、梁家庄村、崇召村、何官屯村、任庄村、南马庄村、袁薛庄村、孙薛庄村、张薛庄村、刘薛庄村、张村、黎官屯村、赵官屯村、东风村、刘王坡村、马官屯村、二十里铺村和小营村。

## 交通
- 京广铁路：宝莲寺站